# ダンダーナカーンの戦い
ダンダーナカーンの戦い（英語: Battle of Dandanaqan）は、1040年にセルジューク朝とガズナ朝の間で、メルヴ（現トルクメニスタン）近郊のダンダーナカーン（دَندانَقان）に於いて起こった戦いである。セルジューク朝の勝利に終わり、ガズナ朝のホラーサーン支配が終焉した。

## 背景
セルジューク族の族長トゥグリルとその兄チャグリーが挙兵すると、ガズナ朝領域への脅威と捉えられた。領域際の諸都市をセルジューク軍が襲うと、スルターンのマスウード1世（マフムードの息子）は、セルジューク族をガズナ朝領域から追放することを決めた。

## 戦い
マスウード率いるガズナ朝軍のサラフスへの進軍の間、セルジューク軍の襲撃がガズナ朝軍を一撃離脱戦法で苦しめた。セルジューク軍はガズナ朝軍の供給線を断ち、近隣の井戸から切り離した。ガズナ朝軍の規律が乱れ、士気は著しく低下した。ついに1040年の5月23日、16000人ほどのセルジューク軍が、ダンダーナカーンでガズナ朝軍と衝突し、メルヴ近郊で彼らを破った。

## 影響
その後セルジューク軍は、さしたる抵抗にもあわず、ホラーサーンとその諸都市を征服した。 1050-51年、トゥグリルのイスファハーン包囲が成功すると、「大セルジューク帝国」が形成された。一方、ガズナ朝のマスウードは当初インドに撤退し、廃位され、牢獄で殺害された。座標: 北緯37度23分31秒 東経61度20分43秒 / 北緯37.391933度 東経61.345353度